# Міщенко Олександр Павлович
Олександр Павлович Міщенко (нар. 24 серпня 1964) — український дипломат, Заступник Міністра закордонних справ України, Надзвичайний та Повноважний Посол України. Дійсний член (академік) Української академії геополітики та геостратегії (2024).

## Біографія
Народився 24 серпня 1964 року. У 1985 році закінчив Донецьке вище військово-політичне училище інженерних військ і військ зв'язку. У 1995 році закінчив юридичний факультет Львівського національного університету ім.І.Франка. У 1999 році - аспірантуру юридичного факультету ЛНУ ім. Івана Франка. Кандидат юридичних наук (2002). Володіє польською, англійською, мовами.
З 1985 по 1989 — служба в армії.
З 1989 по 1993 — начальник відділу міжнародної співпраці Львівського національного університету ім. І.Франка.
З 1993 по 1996 — проходження дипломатичної служби в Центральному апараті МЗС України: II, І секретар відділу консульсько-правових питань Консульського управління; радник відділу з питань громадянства КУ; завідувач відділу аналізу, планування та організації роботи Консульської служби МЗС України.
З 11.1996 по 02.2000 — Генеральний консул України в Стамбулі, Туреччина.
З 02.2000 по 10.2001 — заступник начальника Консульського управління МЗС, заступник Директора Департаменту консульської служби — Начальник управління консульсько-правового забезпечення МЗС України.
З 12.2001 по 12.2002 — Радник-посланник Посольства України в Польщі.
З 12.2002 по 04.2003 — Посол з особливих доручень МЗС України.
З 04.2003 по 08.2004 — Тимчасовий повірений у справах України в Австралії.
З 02.08.2004 по 22.08.2005 — Надзвичайний та Повноважний Посол України в Австралії.
З 09.2005 по 29.07.2008 — Надзвичайний та Повноважний Посол України в Турецькій Республіці.
З 2008 по 2011 — Директор Четвертого Територіального Департаменту МЗС України (відносини України з країнами Центральної, Східної, Південно-Східної Європи, Південного Кавказа та Туреччини)
З 24.02.2011 по 27.12.2018 — Надзвичайний та Повноважний Посол України в Азербайджані.
З 27.02.2019 до 03.03.2023 — Надзвичайний і Повноважний посол України в Латвії.
З квітня 2023 – по листопад 2024 - Радник з міжнародних питань Заступниці Голови Верховної Ради України Олени Кондратюк
З 06 листопада 2024 - по ц.ч. - Заступник Міністра закордонних справ України

## Дипломатичний ранг
- Надзвичайний і Повноважний Посол України (грудень 2009).

## Родина та особисте життя
Дружина — Мирослава Міщенко, дочка — Марія (2004).